# Itoshiro-Sugi

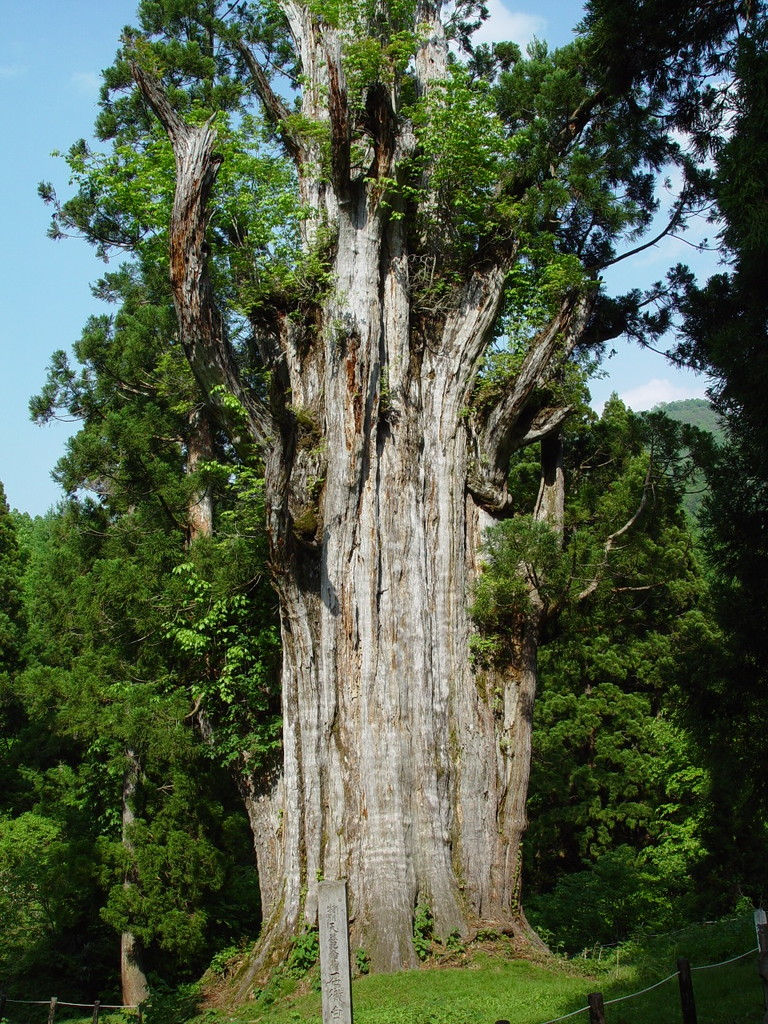
Itoshiro-Sugi

Itoshiro-Sugi (jap. 石徹白の大杉 Itoshiro no Ōsugi) ist der Name einer Sicheltanne bzw. japanischen Zeder (Cryptomeria japonica) in der Präfektur Gifu. Die Sicheltanne hat einen Umfang von 14 m und ein geschätztes Alter von 1800 Jahren. Die älteste Sicheltanne ist jedoch die Jōmon-Sugi auf Yakushima mit einem Alter von 2000 bis 7200 Jahren.
Die Itoshiro-Sugi wurde 1957 als nationales besonderes Naturdenkmal ausgewiesen. 